# Геджешть (Вранча)
Геджешть, Геджешті (рум. Găgești) — село у повіті Вранча в Румунії. Входить до складу комуни Болотешть.
Село розташоване на відстані 174 км на північний схід від Бухареста, 20 км на північний захід від Фокшан, 89 км на північний захід від Галаца, 114 км на схід від Брашова.

## Населення
За даними перепису населення 2002 року у селі проживали 1392 особи, з них 1391 особа (99,9%) румунів. Рідною мовою 1391 особа (99,9%) назвала румунську.